# Klasyfikacja skończonych grup prostych
Klasyfikacja skończonych grup prostych jest olbrzymim twierdzeniem z teorii grup, składającym się z ponad 500 artykułów zawierających w sumie ponad 10 000 stron, napisanych przez ponad 100 autorów. W większości artykuły te powstały pomiędzy 1955 a 1983 rokiem. Twierdzenie to klasyfikuje wszystkie istniejące skończone grupy proste.

## Klasyfikacja
Zgodnie z twierdzeniem, dowolna skończona grupa prosta jest jedną z poniższych:
- Grupą cykliczną o pierwszej liczbie elementów.
- Grupą alternującą stopnia co najmniej 5.
- „Klasyczną grupą” (projektywną, symplektyczną, ortogonalną lub unitarną grupą nad ciałem skończonym)
- Szczególną grupą typu Liego nad ciałem skończonym
- Jedną z 26 pozostałych, tzw. grup sporadycznych.

Twierdzenie to ma konkretne zastosowanie w matematyce, ponieważ sporą część problemów dotyczących grup skończonych można sprowadzić do grup prostych, co dzięki klasyfikacji redukuje się do rozpatrzenia kolejnych przypadków.
Największą z grup sporadycznych została nazwana grupą monstrum. Reprezentacja macierzowa została skonstruowana dla wszystkich grup sporadycznych poza tą grupą. Spośród 26 grup sporadycznych, 20 zawiera się w grupie monstrum jako podgrupy lub grupy ilorazowe podgrup.